# Laurentiuskerk (Rauwerd)
De Laurentiuskerk is een kerkgebouw in Rauwerd in de Nederlandse provincie Friesland.

## Beschrijving
De driezijdig gesloten zaalkerk is gebouwd ter vervanging van een middeleeuwse kerk die gewijd was aan Laurentius. In de ongelede toren met ingesnoerde spits hangt een klok (1762) van Johan Nicolaus Derck. De eerste steen werd gelegd op 23 mei 1814 door Tjalling Aedo Johan van Eysinga. De kerk werd ingewijd op 10 september 1815. De kerk is een rijksmonument.
De preekstoel met doophek, twee overhuifde herenbanken en drie rouwborden dateren uit de 18e eeuw. Het orgel uit 1816 is gemaakt door J.A. Hillebrand en in 1863 gewijzigd door L. van Dam & Zonen. In 1909 werd het interieur gewijzigd naar plannen van H.H. Kramer. Bij de renovatie (2009-2012) werd de oorspronkelijke indeling hersteld. Op 1 juni 2012 werd de kerk heropend.

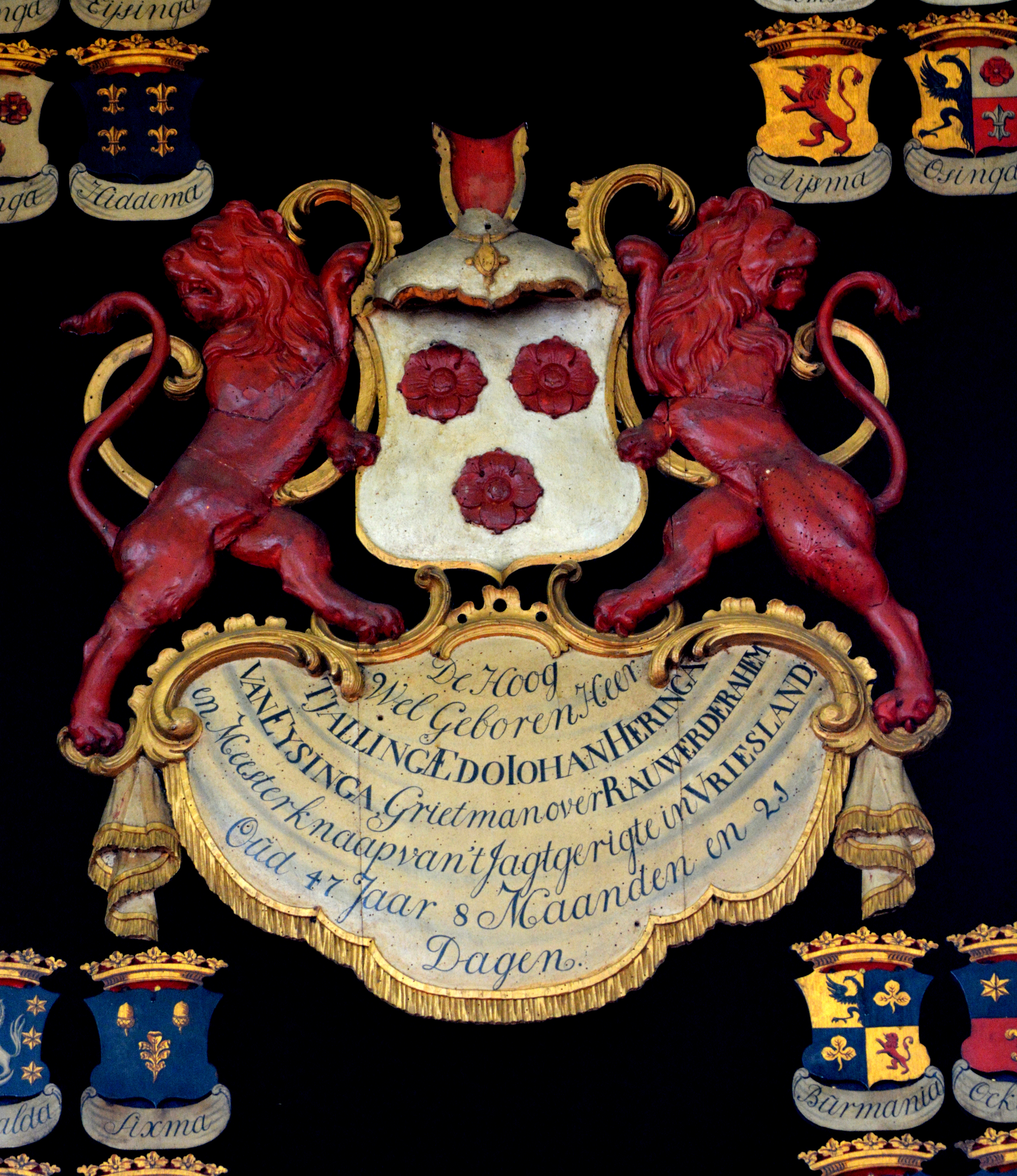
Rouwbord
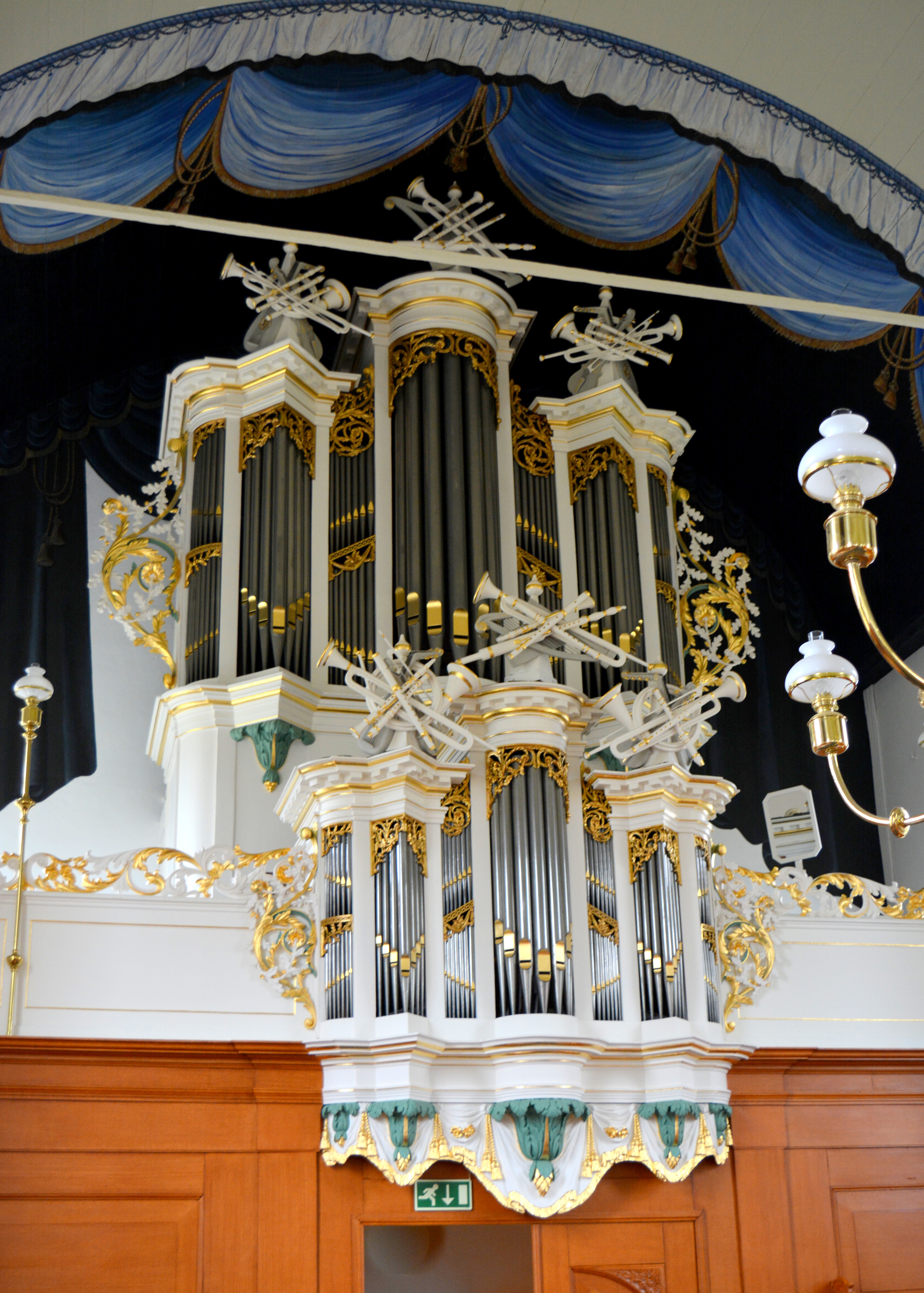
Interieur met orgel
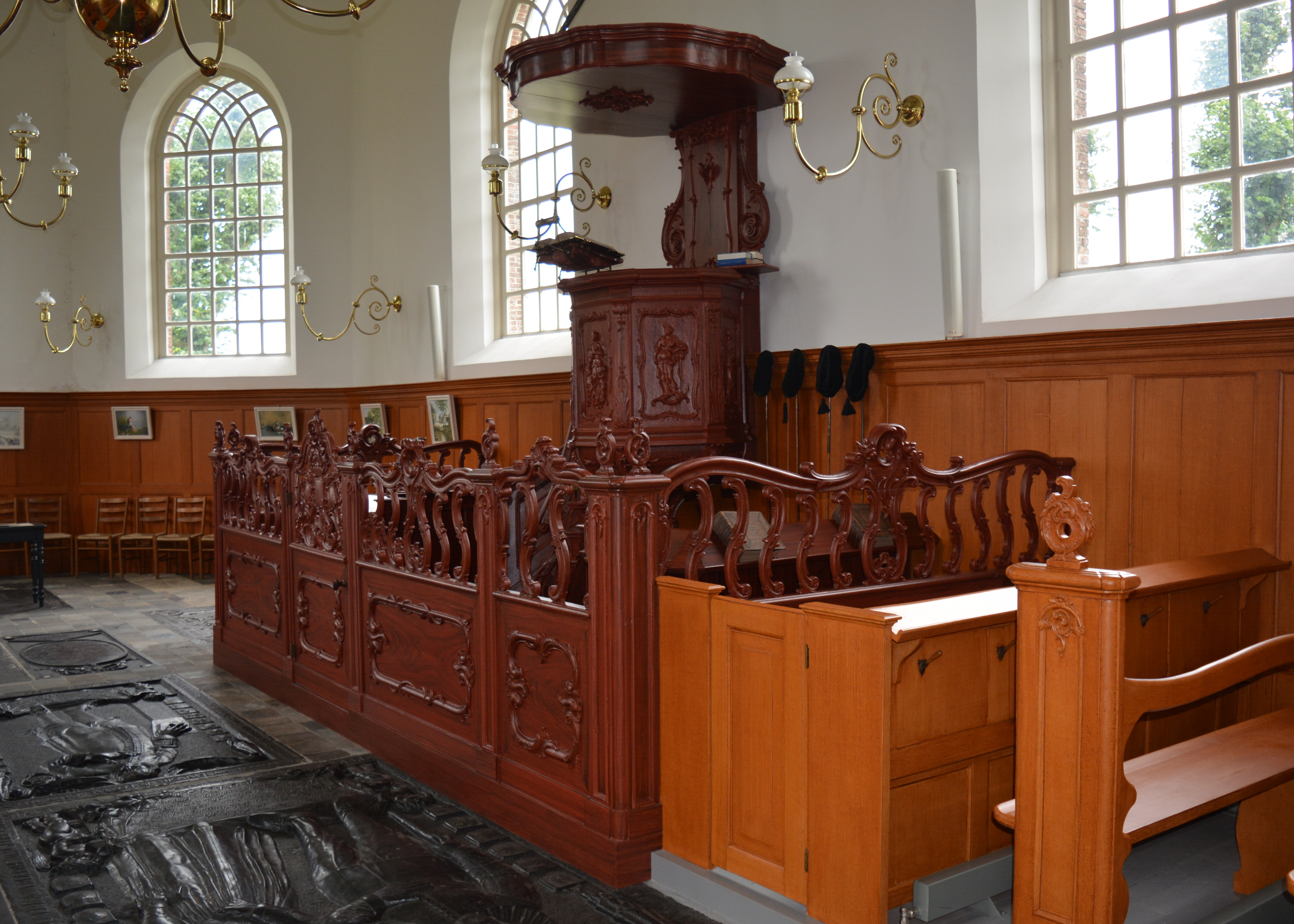
Preekstoel en doophek